# Юрій Пац
Юрій Пац (інколи Юрій Пацевич, рідше Пач або Пачович; пол. Jerzy Pac, сер. XV ст. — 1506, або 1505 чи 1506, перед 29 квітня) — шляхтич з роду Паців, маршалок господарський Великого князівства Литовського (1480–1486), намісник і 3-й воєвода київський (1486–1492). Воєвода новогрудський, полоцький. Один із перших організаторів козацьких загонів.

## Біографія
Походив зі старовинного литовсько-руського боярського роду Паців. Був сином Паца Довкшевича, правнуком Кімонта.
У 1480 році призначений господарським маршалком Великого князівства Литовського і Руського і намісником ковенським; був суддею в суперечках родинних, майнових і членом княжих панів-рад.
У 1486 році (або між 1483 і 1486 роком) отримав посаду київського воєводи (3-го за рахунком) і намісника. Йому доручалася оборона «українних» земель від нападів кримських татар, що було складним завданням після їх нападу у 1482 році. Сприяв відбудові замку в місті.
Був одним з організаторів перших козацьких загонів на прикордонні Великого князівства Литовсько-Руського. У 1489 році його слуги, «Юрьєвы люди Пацевича», погромили московських послів та купців на Дніпровському перевозі. Провідниками нападу були Богдан, Голубець та Васько Жила. Військові виправи перших козаків не мали організованого характеру. Мабуть, саме Пацевич був організатором випереджувальних нападів загонів українських козаків на московитів з метою недопущення московсько-кримського політичного зближення. Ці напади викликали дипломатичні інтервенції московського князя Івана.
Після вступу на престол Олександра Ягеллончика став частіше перебувати при його дворі, часто згаданий як свідок в його документах, виданих у Вільнюсі, Тракаї, Берштах, Новогрудку, Кам'янці-Литовському, зокрема, у 1492 році на поширеній конфірмації Віленського земського привілею 1447 року. В 1490-х роках обороняв Смоленськ від нападу московського війська.
На початку 1493 року Олександр Ягеллончик вислав війська під командуванням Юрія Пацевича на допомогу Юрію Глібовичу. 1495 року брав участь у вітальній церемонії московської княжни Єлени — майбутньої королеви — в Немирі (пол. Niemira). Брав участь у переговорах у Городні, Вільні (1499) над відновленням унії з Короною. 9 вересня 1501 року поставив печатку в Більську Підляському разом з іншими литвинами на акті, яким призначались посли ВКЛ для виборів короля, переговорів щодо унії. Гарант підписаної в Мельнику 30 жовтня 1501 року унії, згаданий в документі першим. 1505 року отримав державлення в Меречі (тобто мерецьке староство).
Також перебував на посадах намісника Ковенського (1480—1486), Новогрудського (1492–1496), Полоцького (1496–1501) і Мерецького (1501 — ?).
Став великим землевласником завдяки своїм активним (часто збройним) діям. Відрізнявся суперечливим характером. Під час зазіхань та сутичок за межі маєтку Ківатичи, Юрій Пац убив шляхтича Тишка Ходкевича Кореневського (Коронєвського), за що був змушений заплатити 1499 році його синові Патею Тишкевичу з братами 200 кіп литовських грошей і поступитися спірною територією родині померлого.
Володів значними маєтками, зокрема: Ківатичи (Берестейське воєводство); Ружанка, Мілківщина (Лідський повіт) — обидва з багатьма селами. Привласнив землі волостей Скідельської, Мостовської, зокрема, Пущу Карашовську. Намагався забрати посажні маєтки Кобринської княжни Ганни Бельської. Після смерті його великі землеволодіння перейшли до сина Миколи Паца.

## Сім'я
Перша дружина — Анастасія, від неї син Микола. Другою дружиною Юрія Паца була кобринська княгиня Федора — донька кам'янецького намісника Івана Рогатинського, вдова кобринського князя Івана Семеновича, яка після переходу з православ'я в католицтво прийняла ім'я Софія у 1507 році (це відбулося уже при її третьому чоловікові). Весілля відбулось за сприяння (чи наполягання) короля наприкінці 1491 чи на початку 1492 року, шлюб яких король Казимир в одному з віленських храмів особисто благословив шлюб. Водночас дружині король надав право використовувати Кобринське князівство, що було причиною зміни посади чоловіка, який став воєводою в Новогрудку. По смерті Юрія Паца вона вийшла утретє заміж за литовського канцлера Миколая «Старого» Радзивілла (була його третьою дружиною).